# فرد أندرسون (لاعب دوري الرغبي)
فرد أندرسون (بالإنجليزية: Fred Anderson)‏ هو لاعب دوري الرغبي أسترالي، ولد في 22 مايو 1933، وتوفي في 28 مارس 2012 في Illawong ‏ في أستراليا.